# Christopher Hitchens
Christopher Eric Hitchens (Portsmouth, 13 aprile 1949 – Houston, 15 dicembre 2011) è stato un giornalista, saggista, critico letterario e commentatore politico britannico naturalizzato statunitense, che ha vissuto e lavorato prevalentemente negli Stati Uniti.

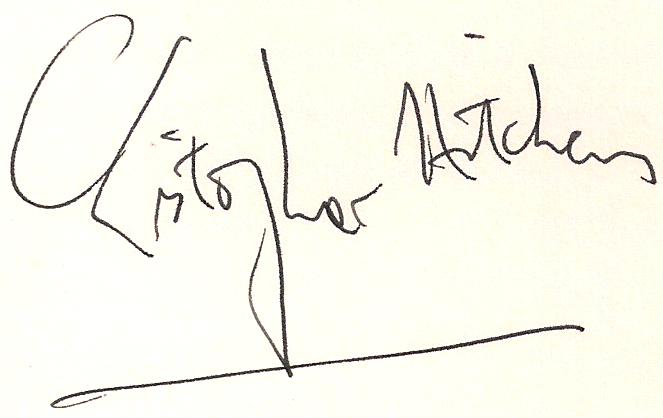
Firma di Hitchens

Già commentatore per Vanity Fair, The Nation e Slate, è stato columnist per il Wall Street Journal nonché, occasionalmente, esperto di attualità statunitense sulle colonne del quotidiano britannico Daily Mirror, Hitchens è noto per il suo spirito dissacratorio e anticlericale, il suo ateismo, la sua ostilità verso qualsivoglia forma di religione nonché per il suo sarcasmo, la sua dialettica e il suo tumultuoso distacco dalla sinistra anglo-americana. Hitchens è stato considerato come facente parte della corrente del nuovo ateismo antiteista.
Originariamente comunista trotskista e articolista per numerose pubblicazioni di sinistra britanniche e statunitensi, si dimise dal Nation dopo gli attentati dell'11 settembre 2001 e al culmine di divergenze politiche che andavano avanti fin dai primi anni novanta. Sovente definito un liberal, da altri un neo-con, egli stesso ha affermato di non esserlo, sebbene abbia dichiarato di trovarsi talora «dalla stessa parte dei neo-con» e ad essi «momentaneamente alleato». Aggiunse anche che, benché non si considerasse più né trotskista, né socialista, le sue convinzioni politiche dai tempi della sinistra militante non erano cambiate in maniera significativa, affermando di stimare sempre la filosofia politica ed economica di Karl Marx, anche se in maniera revisionista.
Indipendentemente da ciò, Christopher Hitchens è sempre stato difficilmente etichettabile politicamente. Più nette sono le sue prese di posizione e accese critiche contro quello che lui chiamava fascismo dal volto islamico (il più delle volte abbreviato dai giornali con Islamofascismo), così come mai messa in discussione è stata la sua fiducia nei valori illuministici della laicità, umanesimo e ragione. I suoi riferimenti culturali sono stati Thomas Jefferson, Thomas Paine e, soprattutto, George Orwell. Hitchens è stato anche membro onorario della National Secular Society (Regno Unito).
Ha ottenuto la cittadinanza statunitense nel 2007 e ha vissuto, durante gli ultimi anni, quasi sempre a Washington
Nel 2010 dichiarò di essere affetto da cancro all'esofago. Hitchens è deceduto il 15 dicembre 2011 all'età di 62 anni, a causa di una polmonite, complicanza della sua malattia.

## Biografia

### Origini famigliari

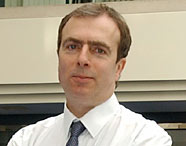
Peter Hitchens, il fratello di Christopher, giornalista conservatore e monarchico

Christopher Hitchens nacque a Portsmouth, nel Regno Unito. Il padre Eric era un ufficiale dell'esercito britannico. La madre di Hitchens, Yvonne, si suicidò nel 1973: solo dopo la sua morte il figlio scoprì le sue origini ebraiche
. Hitchens afferma quindi di essere di origine ebraica, essendo sua nonna materna ebrea. La famiglia di Hitchens era di religione battista. Dall'adolescenza lui e suo fratello divennero atei.
Nel 2006, in un'intervista al Los Angeles Times, raccontò di essere stato mandato, in passato, a cercar tracce della famiglia d'origine da sua madre e sua nonna al confine tedesco-polacco; suo fratello Peter (nato nel 1951), che si professa cristiano, dopo essere stato anch'egli ateo, ha al contrario sempre negato ogni significativa ascendenza ebraica.
Anche Peter Hitchens è giornalista, ma è di orientamento cristiano-conservatore, monarchico, sostenitore del Partito Conservatore e membro della Chiesa anglicana (posizioni del tutto opposte a Christopher che era per l'appunto sostanzialmente progressista, repubblicano, per lungo tempo laburista, e ateo). Queste divergenze di vedute di tipo politico e religioso allontanarono i due fratelli per un certo periodo di tempo, sebbene dopo la nascita del terzo figlio di Peter i due si riconciliarono, come confermato anche da alcune interviste pubbliche rilasciate insieme. Data la notorietà di entrambi i personaggi, spesso i rapporti privati tra i due fratelli hanno assunto connotati pubblici. Tuttavia Christopher dichiarò in seguito di non avere molti rapporti con Peter, poiché sono troppo diversi, pur essendosi riappacificato con lui.

### Matrimoni e vita privata

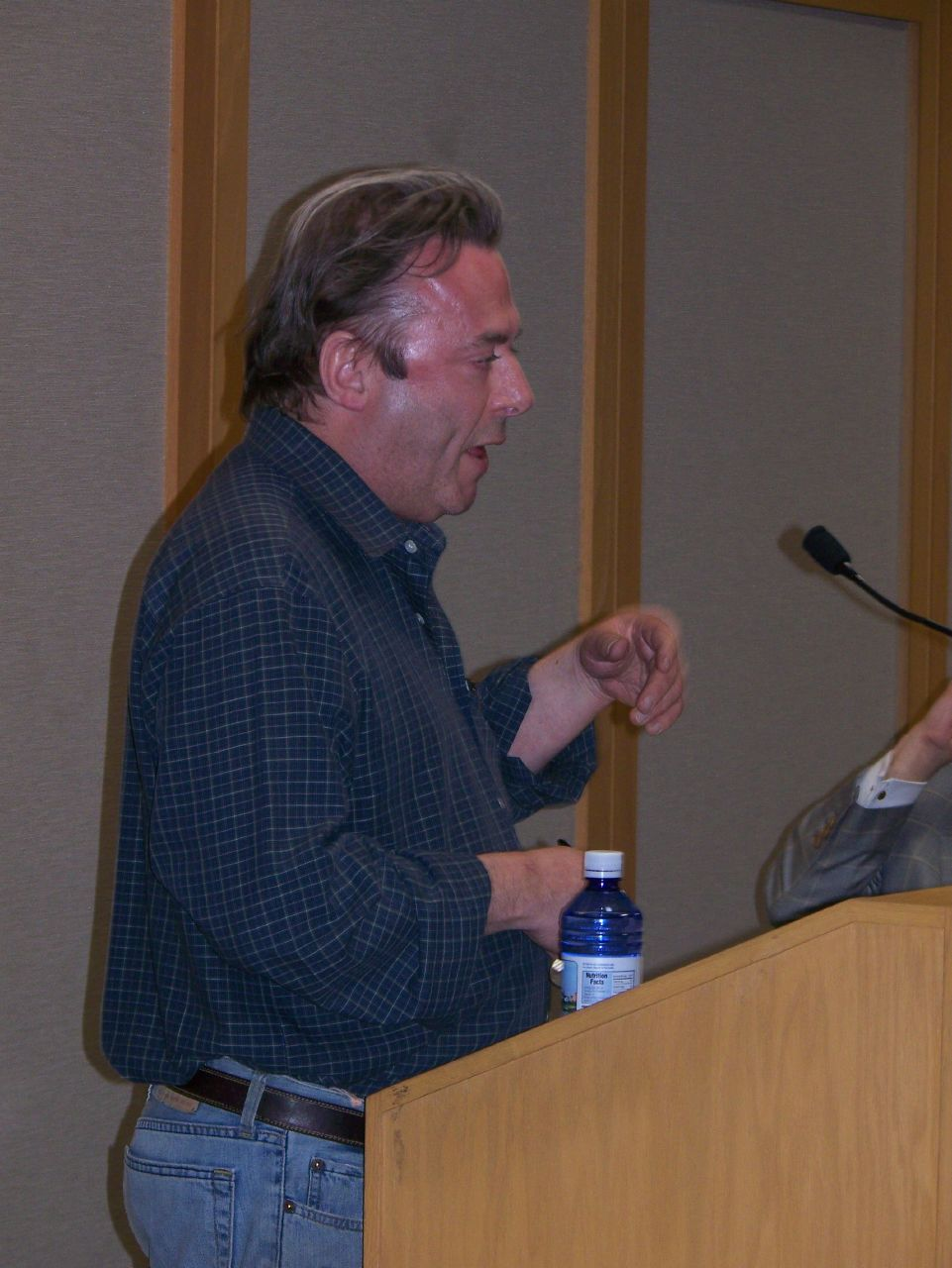
Hitchens al festival di letteratura dell'Arkansas, 2007

Hitchens si è sposato due volte: con Eleni Meleagrou, greca, sposata a Cipro dall'arcivescovo con rito ortodosso per compiacere i suoceri, e con Carol Blue sposata nel 1991 con rito ebreo, religione della moglie (ma con un "rabbino ateo", precisò in un'intervista).
Christopher Hitchens ha avuto tre figli, i primi due, Alexander e Sophia, nati dal suo primo matrimonio celebrato nel 1981, l'anno in cui si stabilì negli Stati Uniti, e la terza, Antonia, dalla seconda moglie.

### Studi e primi anni di carriera
Dopo aver frequentato le scuole superiori a Cambridge, Hitchens ottenne un diploma di laurea universitaria in filosofia, politica ed economia al Balliol College di Oxford. Gli anni a Oxford furono quelli in cui Hitchens divenne trockijsta e fece le sue prime esperienze di giornalismo per la rivista International Socialism, organo del Partito Socialista Internazionalista Britannico, il precursore dell'attuale Partito Socialista dei Lavoratori Britannici. In quanto essenzialmente trockijsta (quindi fautore della rivoluzione mondiale immediata e permanente), il gruppo politico cui Hitchens apparteneva si rifiutava di considerare l'URSS - e, più in generale, gli Stati a regime sedicente comunista - come una nazione realmente governata dal proletariato. Tale posizione politica era sintetizzata nello slogan Né Washington né Mosca, solo socialismo internazionale.

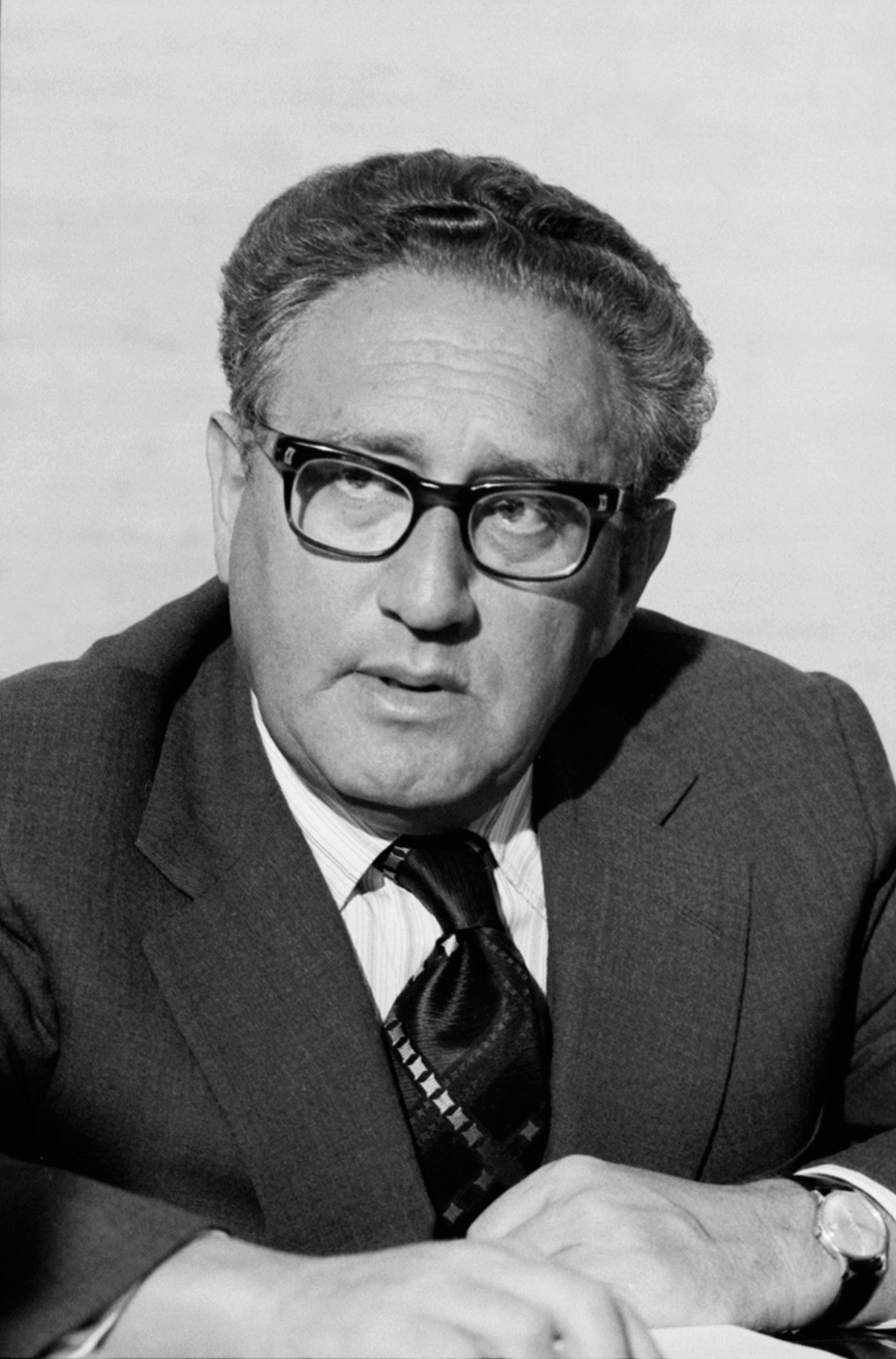
L'ex segretario di Stato USA Henry Kissinger

Lasciata Oxford nel 1971, Hitchens fu assunto dal New Statesman, dove entrò in contatto con gli scrittori Martin Amis e Ian McEwan, con i quali strinse amicizia. Presso quel settimanale si fece una fama come caustica e feroce penna di sinistra, in particolare per i suoi fondi contro la guerra del Vietnam, Henry Kissinger e la Chiesa cattolica. Dopo essersi trasferito negli Stati Uniti nel 1981, dalle colonne del Nation rivolse la sua vena critica contro Reagan e Bush sr. e la loro politica estera nel Centro-Sud America. Nel 1991 criticò pesantemente anche la prima guerra del Golfo, sostenendo che l'amministrazione Bush aveva attirato Saddam Hussein nella trappola della guerra.
Successivamente, egli si spostò su posizioni meno radicali e decisamente avverse a Saddam Hussein e al mondo islamista, trattate estesamente nella sezione apposita. Si è definito anche "turista della rivoluzione". Quasi ogni anno ha visitato Paesi in cui vi erano sommosse.

### Malattia e morte
Forte bevitore e fumatore, il 1º luglio 2010 Christopher Hitchens dichiarò di avere un cancro all'esofago (per cui il tabacco abbinato all'alcol rappresenta un fattore di rischio) al quarto stadio, con metastasi ai linfonodi e ai polmoni, scoperto dopo essersi sentito male durante un tour promozionale. Per questo si sottopose a numerosi cicli di chemioterapia, benché i medici gli avessero comunque chiarito la scarsa possibilità di sopravvivenza, al massimo un anno.

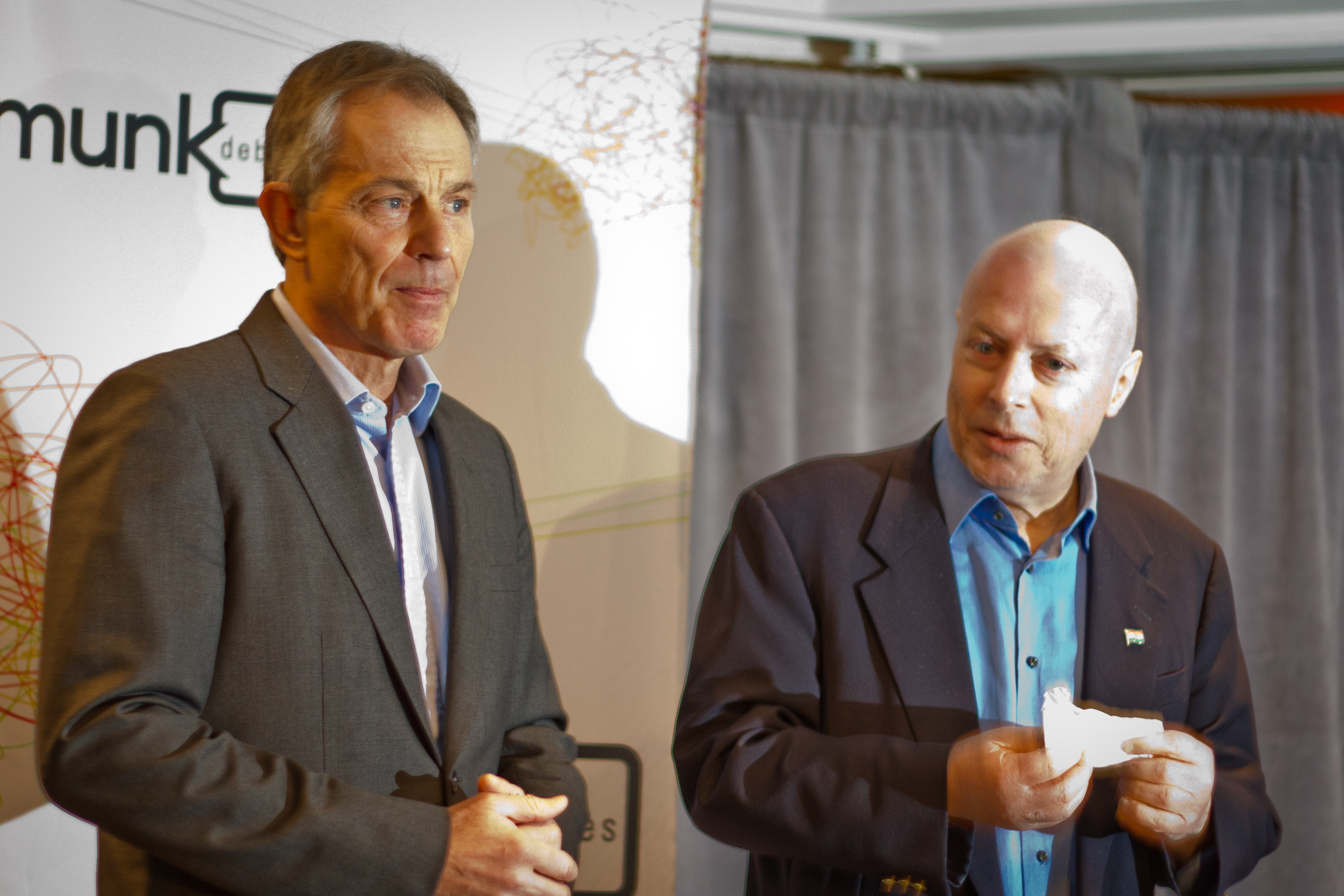
Hitchens, durante la malattia (a destra), e l'ex premier britannico Tony Blair (2010)

Nel marzo 2011 Hitchens dovette annullare due dibattiti a causa delle sue condizioni di salute. In un'intervista dell'aprile 2011 affermò di aver sospeso il trattamento a causa di pesanti effetti tossici, anche se la cura aveva comunque influito positivamente sulle metastasi. Ha iniziato poi una cura farmacologica specifica, incentrata sui geni del tumore, seguito dal suo amico-rivale Francis Collins, il medico cristiano evangelico che diresse il Progetto genoma umano. 
Successivamente, dopo aver dichiarato che non si sarebbe mai convertito alla religione e ribadito i suoi appelli con alcuni videomessaggi inviati ad incontri di associazioni laiche, venne curato in numerosi ospedali tra cui il centro specializzato di Houston, in Texas. Un anno e mezzo dopo la diagnosi, è deceduto nella città texana il 15 dicembre 2011, all'età di 62 anni, a causa di complicanze della malattia, tra cui una polmonite che lo affliggeva dal mese precedente. Ha donato il suo corpo alla scienza medica.
Al momento del decesso stava collaborando con l'astrofisico Lawrence Krauss, il cui libro divulgativo L'universo dal nulla avrebbe dovuto inizialmente contenere una prefazione scritta da Hitchens, che però era già gravemente malato ed è poi deceduto prima di poterla completare. Hitchens è stato quindi sostituito dall'amico Richard Dawkins, che ha scritto la postfazione..

## Carriera giornalistica e posizioni politiche

### Posizione anti-religiosa e prime posizioni politiche
(Christopher Hitchens, intervista al Free Inquiry, 1996)

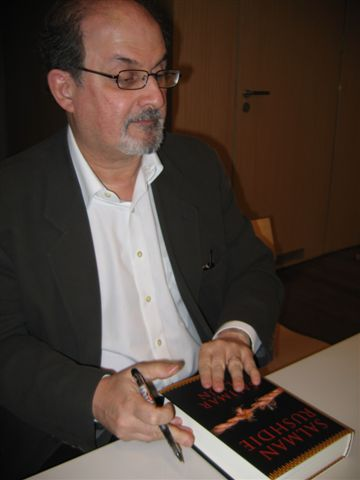
Lo scrittore indiano Salman Rushdie

Lo spostamento di Hitchens dal trockijsmo all'area più moderata avvenne gradualmente ma in maniera convinta a partire dalla fine degli anni ottanta.
Hitchens rimase profondamente scosso dalla fatwā lanciata il 14 febbraio 1989 contro il suo vecchio amico Salman Rushdie, e iniziò a manifestare la sua preoccupazione per i possibili pericoli derivanti da ciò che lui definì “fascismo teocratico” o, anche “fascismo dal volto islamico” (parafrasando Susan Sontag che una volta parlò di «fascismo dal volto umano» riferendosi allo stato d'assedio imposto dal generale Jaruzelski nel 1981 in Polonia e contemporaneamente cercando di appropriarsi della formula coniata da Alexander Dubček per la Cecoslovacchia, «socialismo dal volto umano»), ovvero quello dei fondamentalisti islamici che appoggiavano la fatwa e meditavano il ritorno a un grande califfato di stampo medievale. Benché il termine Islamofascismo sia stato spesso attribuito a Hitchens, questi ne ha sempre negato la paternità (pare altresì certo che il primo a usare tale termine sia stato il politologo e storico britannico Malise Ruthven, in un articolo sull'Independent dell'8 settembre 1990). Hitchens parlò di “fascismo islamico” in un articolo scritto per il Nation subito dopo gli attentati alle Twin Towers (benché la locuzione sia di molto anteriore, essendo stata usata per la prima volta in un articolo uscito sul Washington Post il 13 gennaio 1979 e, più generalmente, sia stata usata dai laici turchi e afghani per definire i loro avversari politico-religiosi).

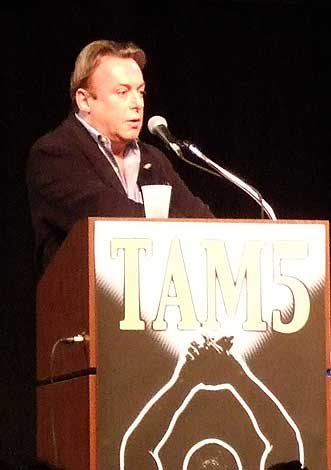
Christopher Hitchens all'Amazing Meeting 5 (Las Vegas, 20 gennaio 2007)

In aggiunta a ciò, Hitchens mostrò un sempre crescente disincanto nei confronti di Bill Clinton, fino a giudicarlo uno stupratore e un mentitore abituale. Non gli risparmiò neppure l'accusa di «criminale di guerra» per il suo attacco missilistico sul Sudan e, quando la sinistra statunitense non sostenne l'intervento occidentale in Kosovo, Hitchens si distaccò definitivamente da quell'ambiente politico.
Riguardo alla citata fatwā contro Rushdie, Hitchens rimase frustrato nel vedere che, lungi dal trovare sostenitori dello scrittore indiano, negli ambienti di sinistra si adottava un tono di scusa nei confronti dei musulmani per l'offesa patita nei Versetti satanici. Contemporaneamente, manifestò un sempre maggiore interesse verso la politica estera dei neo-con statunitensi, che avevano tra i loro maggiori esponenti Paul Wolfowitz, di cui Hitchens divenne amico. Più o meno nello stesso periodo fece amicizia con il dissidente iracheno Ahmed Chalabi (pron. Shalabī).
Riguardo alla religione, in Consigli a un giovane ribelle Hitchens esplicita la propria posizione di un ateismo "forte" e di antiteismo:

### Dopo l'11 settembre
Dopo gli attentati dell'11 settembre 2001 le posizioni politiche di Hitchens si fecero più radicali, così come più deciso divenne il sostegno all'intervento anglo-statunitense nella guerra in Afghanistan e, soprattutto, in Iraq dalle colonne di Slate, nella rubrica «Fighting Words». Fino ad allora, Hitchens aveva curato la rubrica «Minority Report» del quotidiano The Nation, dal quale tuttavia si allontanò circa un anno dopo, quando si scoprì a scrivere in netto contrasto con la linea editoriale del giornale: il 24 settembre 2001 Hitchens iniziò un lungo dibattito-polemica con il linguista statunitense Noam Chomsky sulla natura dell'Islam radicale e sulla risposta appropriata da dargli. Dopo un secondo articolo critico nei confronti di Chomsky questi rispose sostenendo che, se proprio Hitchens doveva criticare qualcuno, aveva sbagliato bersaglio scegliendo lui. Il 12 ottobre Hitchens rispedì al mittente le argomentazioni spese nella risposta di Chomsky, tra le quali quella di avere usato un tono razzista nei confronti delle vittime africane in Sudan. Chomsky, a sua volta, rispose ancora, questa volta direttamente dalle colonne del Nation che gli diede ospitalità per ribattere a Hitchens. Un anno dopo tale scambio epistolare pubblico Hitchens lasciò il giornale per divergenza di vedute con la linea editoriale e anche perché ritenne che l'editore e i lettori del Nation (nonché gli articolisti occasionali come lo stesso Chomsky) considerassero John Ashcroft una minaccia più pericolosa di Bin Laden. Quello tra Hitchens e Chomsky fu uno dei più seguiti e appassionati scambi epistolari nella storia del giornalismo statunitense.

### Posizioni politiche successive

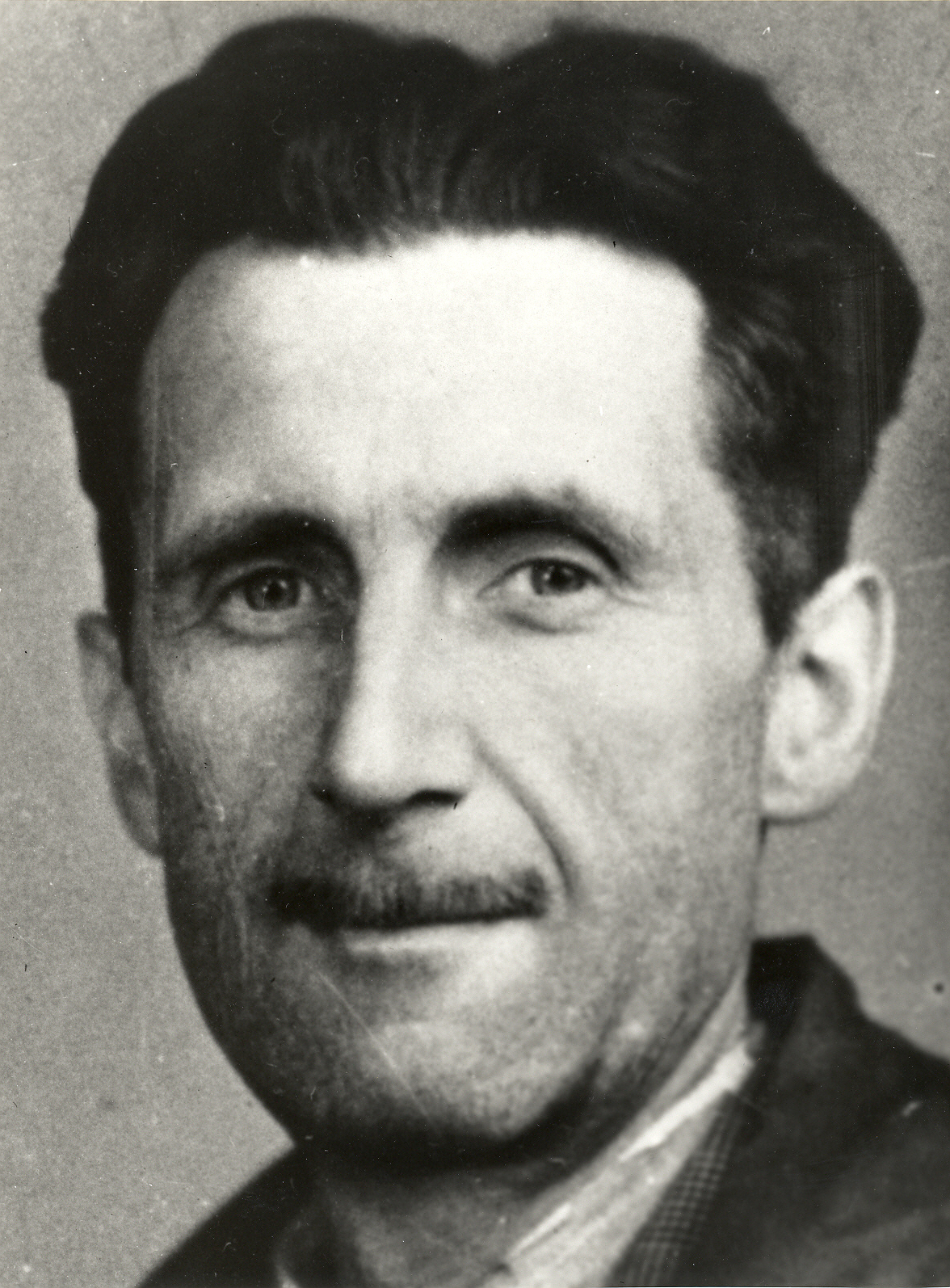
George Orwell

Come affermato da lui stesso a più riprese, Hitchens non apparteneva ormai più alla sinistra radicale, benché non avesse nulla in contrario ad essere definito "ex-trockijsta". Ad ogni modo, forte rimase l'eredità e il legame con Trockij, così come legata alle categorie del marxismo rimane gran parte della sua visione storica e politica del mondo, in particolare la visione socialista critica tipica di George Orwell, uno dei suoi ispiratori assieme a Thomas Jefferson e Thomas Paine. Nel 2009 e nel 2010 Hitchens affermò di sentirsi ancora un simpatizzante marxista, di stimare Karl Marx e il materialismo storico, nonché di considerare Vladimir Lenin e Lev Trotsky come due "grandi uomini", che modernizzarono la Russia. Sostenne anche, in alcuni articoli, che Marx aveva predetto le crisi del capitalismo con esattezza, compresa quella recente del 2008.
Nonostante i numerosi articoli a sostegno dell'invasione dell'Iraq, Hitchens riprese una breve collaborazione con il Nation nel 2004 in concomitanza con le elezioni presidenziali in programma nel novembre di quell'anno. In quel frangente ebbe l'occasione di scrivere che le sue preferenze andavano “moderatamente” a Bush jr. (alle elezioni del 2000 non lo aveva appoggiato, né aveva sostenuto Al Gore, supportando il candidato indipendente Ralph Nader) anche se poco dopo, a seguito di un sondaggio effettuato tra lo staff di Slate, gli sarebbe stata erroneamente attribuita una posizione pro-Kerry. 

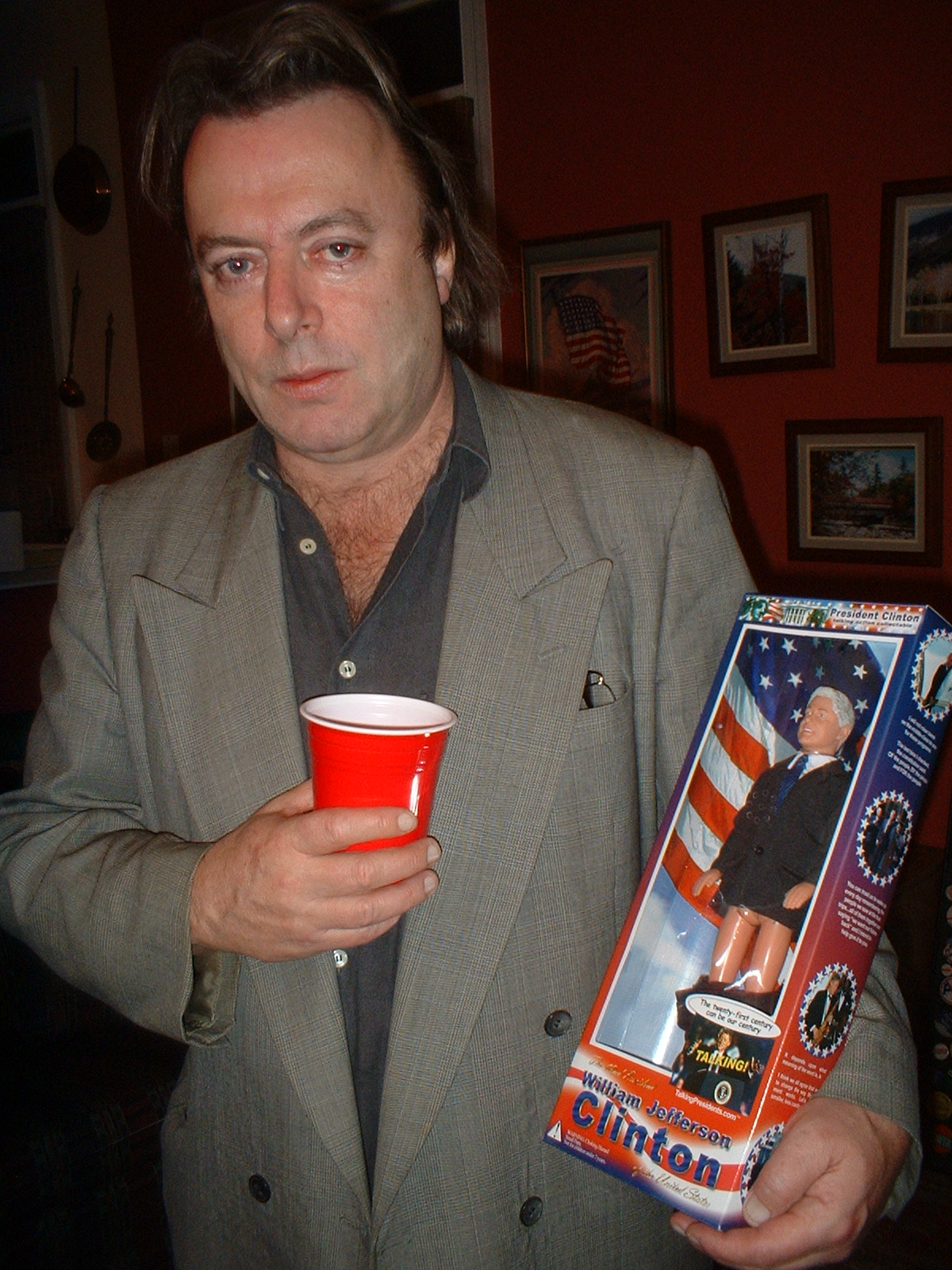
Hitchens nel 2004, mentre mostra un "Bill Clinton" di plastica con evidente satira del caso Lewinsky

Successivamente, Hitchens si sarebbe spostato su un piano di equidistanza tra i due candidati presidenziali, affermando che «È assurdo che i liberal paventino una nuova Notte dei cristalli in caso di vittoria di Bush, ma è altrettanto indecente che i Repubblicani identifichino l'elezione di Kerry come una resa. A parte che non c'è nessuno a cui eventualmente arrendersi, penso che sarà la natura del nemico jihāddista a stabilire come andranno a finire le cose»..Riguardo ai fondamentalisti islamici espresse posizioni nette e parole molto dure: 
(Intervista al Washington Prism, 16 giugno 2005)
Precedentemente, in un articolo del giugno 2004, Hitchens aveva attaccato il regista Michael Moore in una recensione del suo ultimo film Fahrenheit 9/11.
Nel corso della citata intervista con Johann Hari del 2004 in cui Hitchens si era definito occasionalmente «dalla stessa parte dei neo-con», egli disse anche che non sosteneva Bush jr. in quanto tale (né, tanto meno, Cheney o Rumsfeld), piuttosto alcuni suoi alleati definiti neo-con “autentici”, in particolare Wolfowitz. Benché Hitchens sia stato - in generale - un difensore della politica estera di Bush jr., cionondimeno ha sempre mostrato scarsa ammirazione per l'uomo, e non ha mai mancato di criticare il sostegno del presidente al cosiddetto Disegno (o progetto) intelligente, una forma attenuata di creazionismo, opposto al darwinismo. Inoltre, come ateo (con tendenza all'alcol), Hitchens è sempre rimasto indifferente al fatto che Bush si consideri «salvato dall'alcol da Gesù».
Nel marzo 2005, inoltre, Hitchens accolse con favore le indagini circa i presunti brogli elettorali in Ohio durante le elezioni presidenziali del 2004.
Dalle colonne di Vanity Fair, Hitchens ha criticato l'amministrazione Bush jr. per il silenzio e la protezione concessa a Henry Kissinger, a suo parere complice di numerose violazioni dei diritti umani avvenute nelle dittature militari del Cono Sur - Argentina, Cile e Uruguay - negli anni settanta. Nel 2002 uscì un suo libro, The Trial of Henry Kissinger, sul presunto ruolo dell'ex segretario di Stato USA negli abusi commessi in Sud America e in Asia. In tale libro Hitchens accusa Kissinger - prima nella veste di consigliere nazionale alla sicurezza del presidente Nixon, poi come segretario di Stato - di partecipazione attiva, o quantomeno silente complicità, nelle decisioni che portarono al massacro da parte pakistana dei bengalesi nel Pakistan Orientale nel 1971. Nello stesso libro, Hitchens afferma che Kissinger, e per estensione l'amministrazione Ford, sono responsabili direttamente dell'invasione indonesiana di Timor Est. Analoga accusa, ma rivolta all'amministrazione Nixon, per il colpo di Stato dell'11 settembre 1973 a Santiago del Cile, che portò al suicidio di Salvador Allende e alla dittatura militare di Pinochet.
Nel gennaio 2006, insieme ad altre quattro persone e quattro organizzazioni (incluse l'Unione Americana per le Libertà Civili e Greenpeace), Hitchens si costituì in giudizio nel processo ACLU vs NSA (l'Agenzia per la Sicurezza Nazionale degli Stati Uniti), nel corso del quale l'ACLU sollevò eccezione di incostituzionalità della legge anti-terrorismo voluta da Bush jr (il cosiddetto USA PATRIOT Act). in quanto lesiva dei diritti civili dei cittadini sul suolo statunitense. Nel febbraio successivo, Hitchens collaborò all'organizzazione di una manifestazione pro-Danimarca davanti all'ambasciata di quel Paese a Washington, in segno di solidarietà verso gli editori dello Jyllands-Posten, il giornale che nel settembre 2005 pubblicò le contestatissime caricature su Maometto.
Negli ultimi anni, l'unica preoccupazione di Hitchens fu quella di avere un governo laico capace di tener fronte ai fondamentalisti che muovono guerra per imporre un regime teocratico. Nonostante la sua vicinanza ai neo-con, Hitchens è ancor oggi visto come un autonomo di sinistra. Anche gli stessi neo-con sono sempre stati, del resto, riluttanti a considerare Hitchens uno dei loro, in ragione delle sue continue critiche verso Ronald Reagan, da essi considerato il padre nobile del loro movimento.
Inoltre verso la fine, pur mantenendo il suo forte sostegno alla politica estera contro il fondamentalismo islamico del presidente statunitense, la sua considerazione per Bush e il suo operato era ulteriormente diminuita, tanto che Hitchens ha pubblicamente affermato di detestarlo per molte ragioni (quali la posizione religiosa, le accuse di tortura a Guantanamo Bay e Abu Ghraib e l'uso della pena di morte). Hitchens è stato sempre un oppositore della pena capitale, e, nonostante fosse d'accordo con l'esistenza di una legge sull'aborto, ebbe sempre, anche quando militava nella sinistra trozkista, una posizione personale pro-life atipica per il suo schieramento, anche se era favorevole alla ricerca sulle cellule staminali. Hitchens si è schierato anche contro la "guerra alla droga" del governo federale statunitense, e per l'uso medico legale di preparati a base di Cannabis e la depenalizzazione delle droghe leggere da essa derivate, come la marijuana. Per un servizio giornalistico si sottopose nel 2008 al waterboarding (annegamento simulato versando acqua sulla faccia), metodo usato in interrogatori di terroristi catturati dall'amministrazione Bush, e affermò che si trattava di una vera tortura, non di un metodo duro ma lecito e utile, come sostenuto dal vicepresidente Dick Cheney.
Alle elezioni presidenziali del 2008 ha appoggiato la candidatura democratica del futuro presidente Barack Obama, ritenendo invece il candidato repubblicano John McCain "inadatto" perché "troppo anziano" e la sua candidata vicepresidente, la governatrice dell'Alaska Sarah Palin, "una vergogna", "scelta assurda", nonché "bugiarda patologica" e "vergogna nazionale". Negli ultimi anni di vita Hitchens ripensò in parte le sue scelte a favore della guerra irachena, staccandosi dai neocon, pur continuando a detestare il regime di Saddam. Inoltre espresse, fin da giovane, alcune posizioni critiche sul sionismo e la politica di Israele, ammorbidite negli anni successivi, criticando fortemente anche i leader palestinesi, in particolare quelli di Hamas.

## Posizioni su alcuni personaggi pubblici
Hitchens fu molto noto anche per alcune nette prese di posizione su molti personaggi pubblici e le sue numerose polemiche.
(Consigli a un giovane ribelle, pag. 140)

### Madre Teresa di Calcutta
In un articolo apparso nel 1992 sul Nation Hitchens definì Madre Teresa «il rapace di Calcutta». In seguito, produsse per la televisione britannica Channel 4 un documentario andato in onda l'8 novembre 1994, dal titolo Hell's Angel, (angelo infernale) ispirato all'opera di Aroup Chatterjee (inedito in Italia e negli Stati Uniti), e, nel 1995, per la casa editrice Verso, pubblicò "La posizione della missionaria. Teoria e pratica di Madre Teresa" (in inglese, The Missionary Position). In tali lavori Hitchens criticò pesantemente l'acritica adorazione di gran parte del mondo occidentale per la suora albanese, adorazione che egli attribuiva principalmente alla fama e alla reputazione che essa si era costruita in passato, e non alle sue azioni effettive. 

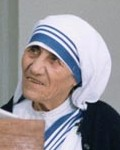
Madre Teresa

Mostrò anche disgusto per la mancanza di trattamenti sanitari nei confronti dei malati (sostenendo che la suora lesinasse la terapia del dolore in quanto la sofferenza avvicina a Dio) - specialmente bambini - in cura presso di lei, per le sue anacronistiche posizioni in materia di contraccezione, divorzio e aborto (che Madre Teresa giudicava «la più grande minaccia per la pace nel mondo») e il suo incoraggiamento ad accettare la povertà e la miseria.
Secondo Hitchens, Madre Teresa fu un'opportunista che si lasciò costruire addosso l'immagine di santa già da viva, al solo fine di raccogliere fondi per propagandare una forma rozza, bigotta, estrema e retrograda di Cattolicesimo. L'accusa più pesante a Madre Teresa riguarda la destinazione delle donazioni ricevute, usate per costruire conventi dappertutto invece di far costruire ospedali, come i contributori della sua causa si aspettavano - o volevano credere - che ella avrebbe fatto prima o poi.
Altra fonte di critiche è l'atteggiamento che Madre Teresa tenne con dittatori come “Papa doc” Duvalier ad Haiti, da essa incensato e adulato in cambio di donazioni in denaro, e con noti truffatori come Charles Keating, condannato per truffa, che utilizzò parte dei proventi fraudolenti per finanziare Madre Teresa. Avvertita della frode, Madre Teresa non restituì i soldi ricevuti.
Le accuse a Madre Teresa, personaggio molto popolare, provocarono - e provocano tuttora - lo sdegno di molti cattolici e non, come William Donohue (Lega Cattolica) o Brent Bozell (giornalista), che dalle colonne di TownHall definì Hitchens «un noto depravato anti-cattolico».

Nel giugno del 2001 Hitchens fu chiamato da padre David O'Connor dell'Arcidiocesi di Washington a rendere la sua testimonianza nella causa di beatificazione di Madre Teresa, a svolgere cioè quel ruolo che prima, fino al 1983, era detto dell'Avvocato del Diavolo, come lui stesso affermò in un articolo di quello stesso anno pubblicato su Vanity Fair.
Non senza ironia, in seguito, Hitchens si sarebbe definito «l'ultima persona vivente ad aver rappresentato il diavolo pro bono»: 
(da Hitch-22. Le mie memorie, p. 423)

### George Galloway

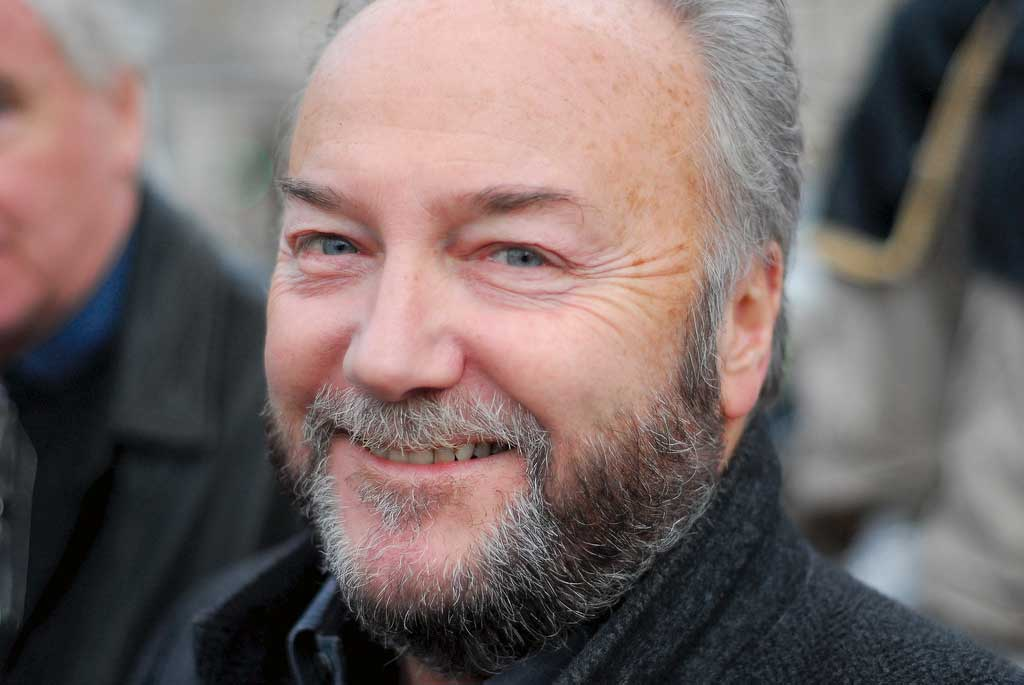
George Galloway

Nel maggio 2005 il deputato socialista britannico George Galloway - in audizione al Senato degli Stati Uniti per difendersi dall'accusa di aver lucrato utili indebiti con le quote di petrolio iracheno - ebbe un alterco con Hitchens, nel corso del quale il giornalista fu definito da Galloway «un pupazzo ubriacone ex trockijsta, nonché un utile idiota». Hitchens, in un articolo per il Daily Mirror, commentò che alcune delle accuse rivoltegli da Galloway erano ingiuste. Successivamente, il 30 maggio, Hitchens attaccò Galloway dalle colonne del Weekly Standard in un articolo in cui ribadì le sue convinzioni circa il coinvolgimento del deputato britannico nello scandalo delle quote-petrolio, ne criticò la testimonianza davanti al Senato USA e fece rilievi sulla sua carriera politica di ex-comunista amante del lusso e poco vicino ai proletari. Hitchens e Galloway si incontrarono, successivamente, in due dibattiti pubblici, il primo a New York il 14 settembre, il secondo in televisione il 23 settembre 2005.

### Daniel Pipes

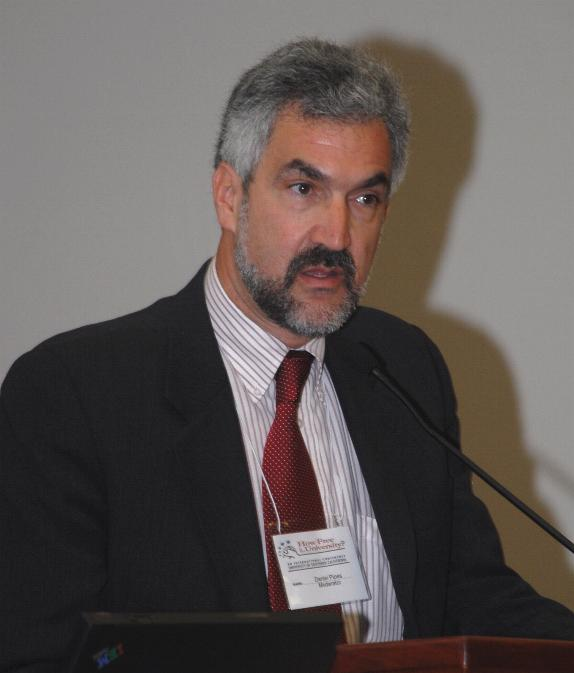
Daniel Pipes

Quando il politologo neocon Daniel Pipes fu cooptato nel 2003 nell'Istituto americano per la pace (un organismo nato nel 1986 per iniziativa del Congresso allo scopo di trattare «la prevenzione, la gestione e la pacifica risoluzione dei conflitti internazionali»), Hitchens, in un suo fondo su Slate, si dichiarò «sconcertato» per tale nomina effettuata su consiglio del presidente Bush: egli sostenne infatti che «[Pipes], lungi dall'essere un uomo di pace, sfrutta la paura e l'insicurezza generate dall'estremismo islamico per offendere e mettere in cattiva luce coloro che non la pensano come lui», e che ciò contrasta con lo spirito di un'istituzione «sostanzialmente moderata … e dedita alla risoluzione pacifica dei conflitti». Hitchens aggiunse inoltre che «Pipes confonde “istruzione” con “propaganda”» e che «[Pipes] insegue ripicche personali con poco rispetto per l'obbiettività». Daniel Pipes contestava infatti le soluzioni pacifiche alla guerra in Vietnam, e in seguito ha sostenuto (come lo stesso Hitchens) l'intervento statunitense contro l'Iraq nel 2003, giustificandolo per la minaccia rappresentata dal supposto arsenale di armi di distruzione di massa posseduto dal regime iracheno; si è anche detto contrario al ritiro dei coloni israeliani da Gaza nel 2005. Lo stesso anno Pipes si dimetterà dall'Istituto.

### Mel Gibson

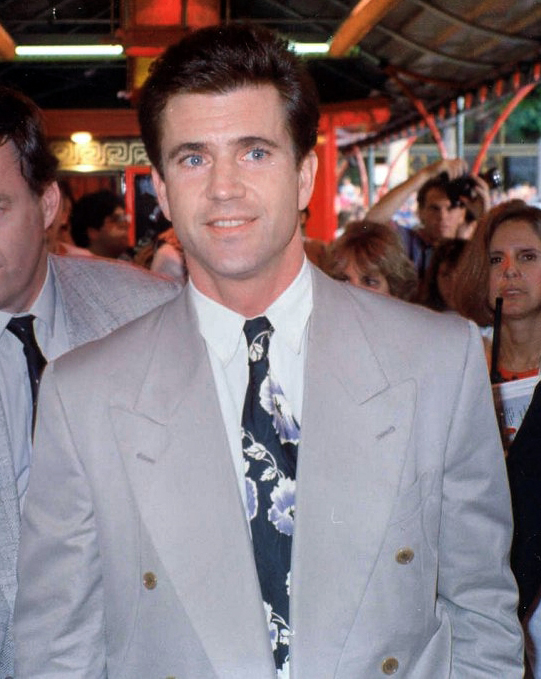
Mel Gibson

Il 28 luglio 2006, a Los Angeles, fermato da un agente di polizia per guida in evidente stato di ubriachezza, l'attore Mel Gibson, noto cattolico tradizionalista, si rivolse in maniera ingiuriosa all'ufficiale che lo stava arrestando, chiedendogli «Sei ebreo?» continuando con «Questi fottuti ebrei sono la causa di tutte le guerre del mondo!». Christopher Hitchens criticò Gibson scrivendo che «Molti ebrei conservatori vedono in Gibson un difensore dei valori familiari contro il nichilismo laico montante. Stavo giusto per scrivere un lungo e noiosissimo saggio su come riconoscere l'antisemita in colui che nega con veemenza il proprio antisemitismo, quando mi capita un esempio a pennello. Mel Gibson, questo cattivo attore e pessimo regista, arrestato per eccesso di velocità e guida in stato d'ubriachezza, si è sentito in dovere prima di tutto di chiedere al poliziotto che l'arrestava se questi fosse ebreo e, non richiesto, di impartirgli la lezione che tutte le guerre del mondo sono colpa degli ebrei. Chiamatemi permaloso, se vi va, ma questo mi basta e avanza a qualificare Mel Gibson».

### Cindy Sheehan

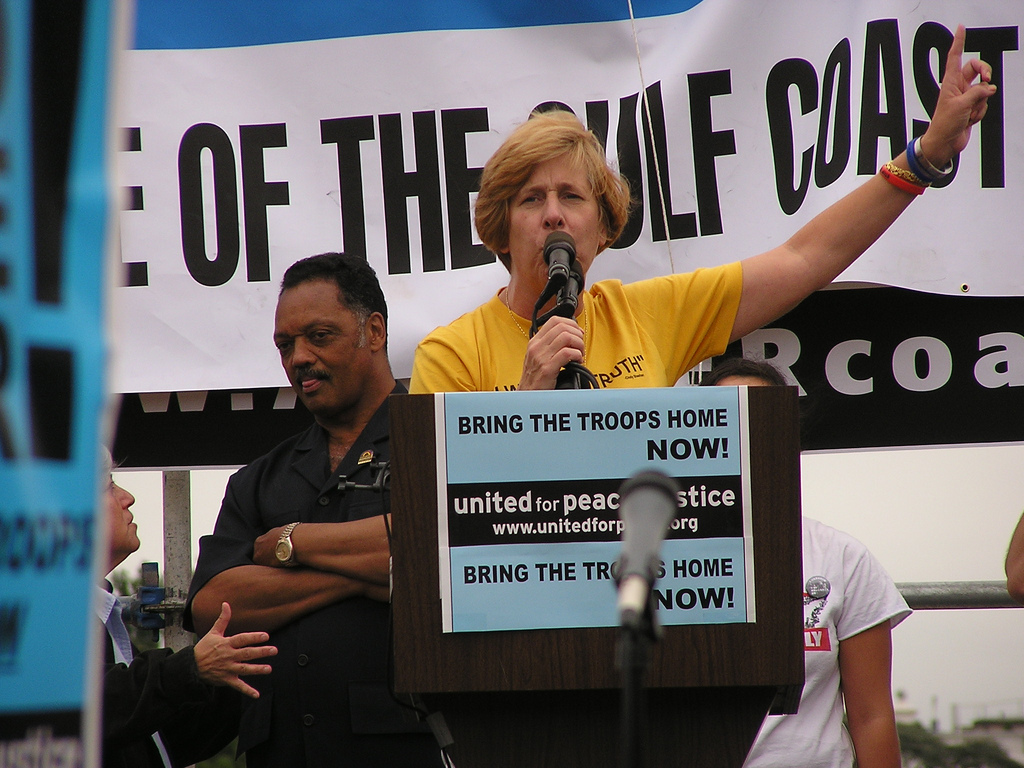
L'attivista statunitense Cindy Sheehan nel 2005

Sempre dalle colonne di Slate, Hitchens non risparmiò dalle critiche neppure Cindy Sheehan, l'attivista che perse nel 2005 un figlio nella guerra in Iraq e che da allora si batté per fermare il conflitto, mettendo in atto manifestazioni e dimostrazioni compresa quella, famosa, davanti al ranch di George W. Bush a Crawford in Texas.
La cosa che, nell'occasione, Hitchens contestò con maggior vigore è l'argomentazione secondo la quale «Chi seppellisce i propri figli tornati morti dall'Iraq ha un'indiscutibile autorità morale a prescindere». L'argomento-cardine della protesta di Cindy Sheehan è che i soldati statunitensi stanno combattendo in Iraq perché il governo ha mentito, e non muoiono per proteggere il popolo degli Stati Uniti, ma per fare gli interessi dello Stato d'Israele. Hitchens commentò tali dichiarazioni sostenendo che «Cindy Sheehan ha evidentemente fatto un corso accelerato di analisi sulla situazione politica irachena alla scuola Moore/Clark; nonostante ciò non è riuscita a rendere i suoi argomenti né più eleganti né più persuasivi». Riguardo, infine, all'accusa rivolta agli Stati Uniti di fare gli interessi di Israele, Hitchens rinfacciò a Cindy Sheehan di usare tale argomento per guadagnarsi il sostegno di politici come David Duke (politico della Louisiana, razzista e antisemita ed ex leader del Ku Klux Klan).

## Critiche ed elogi

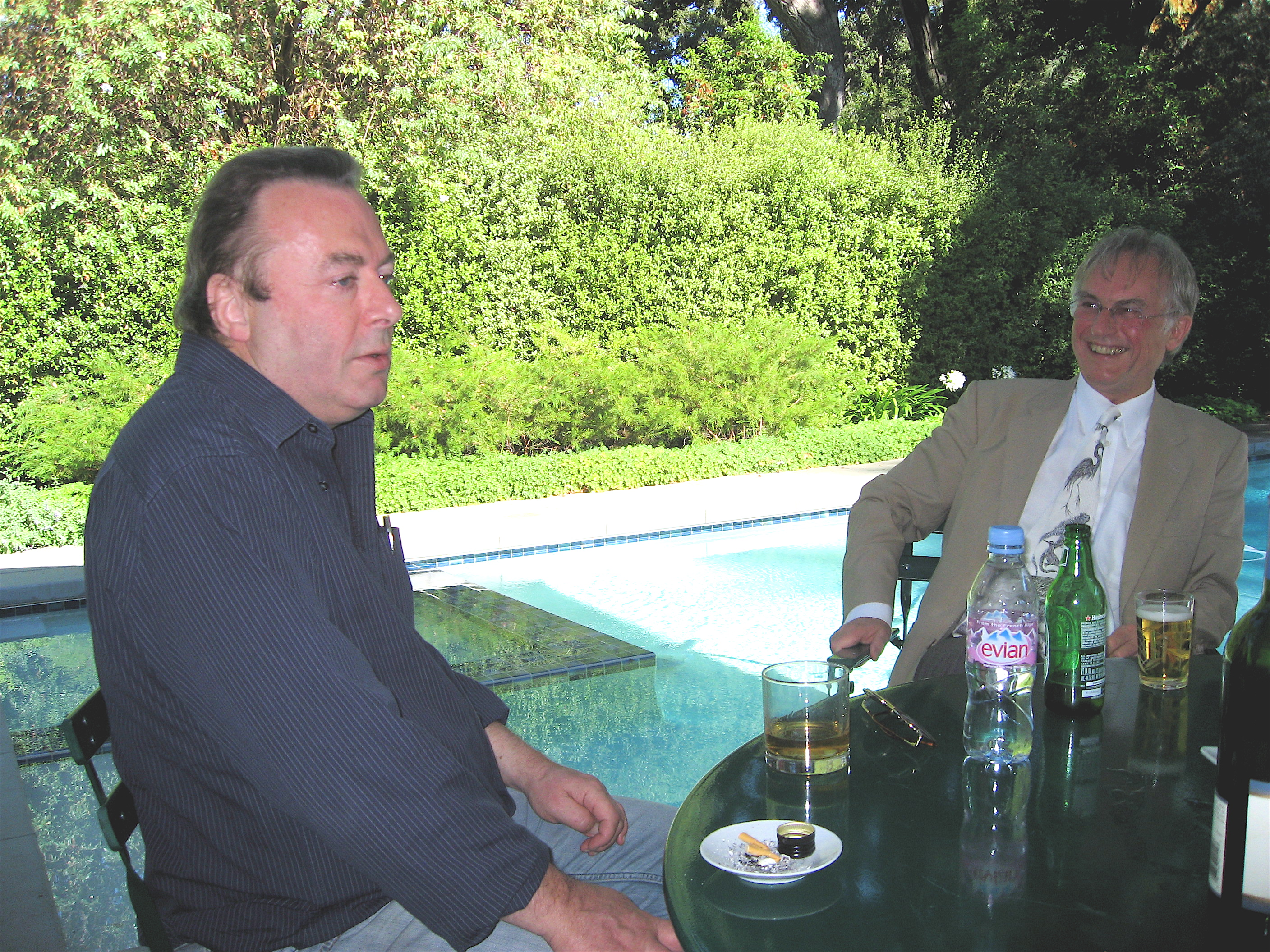
Hitchens e Richard Dawkins

Christopher Hitchens è un personaggio controverso, oggetto sia di feroci critiche quanto di entusiastici elogi. Nel settembre 2005 fu elencato tra i migliori «Cento Intellettuali Famosi» dalla rivista britannica Prospect e dalla rivista online Foreign Policy, anche se Hitchens, al pari di Noam Chomsky, ha fatto attività di auto-promozione - come fatto notare da quest'ultimo - dalle pagine del proprio sito al fine di ottenere le preferenze necessarie a risultare nei primi posti del sondaggio.

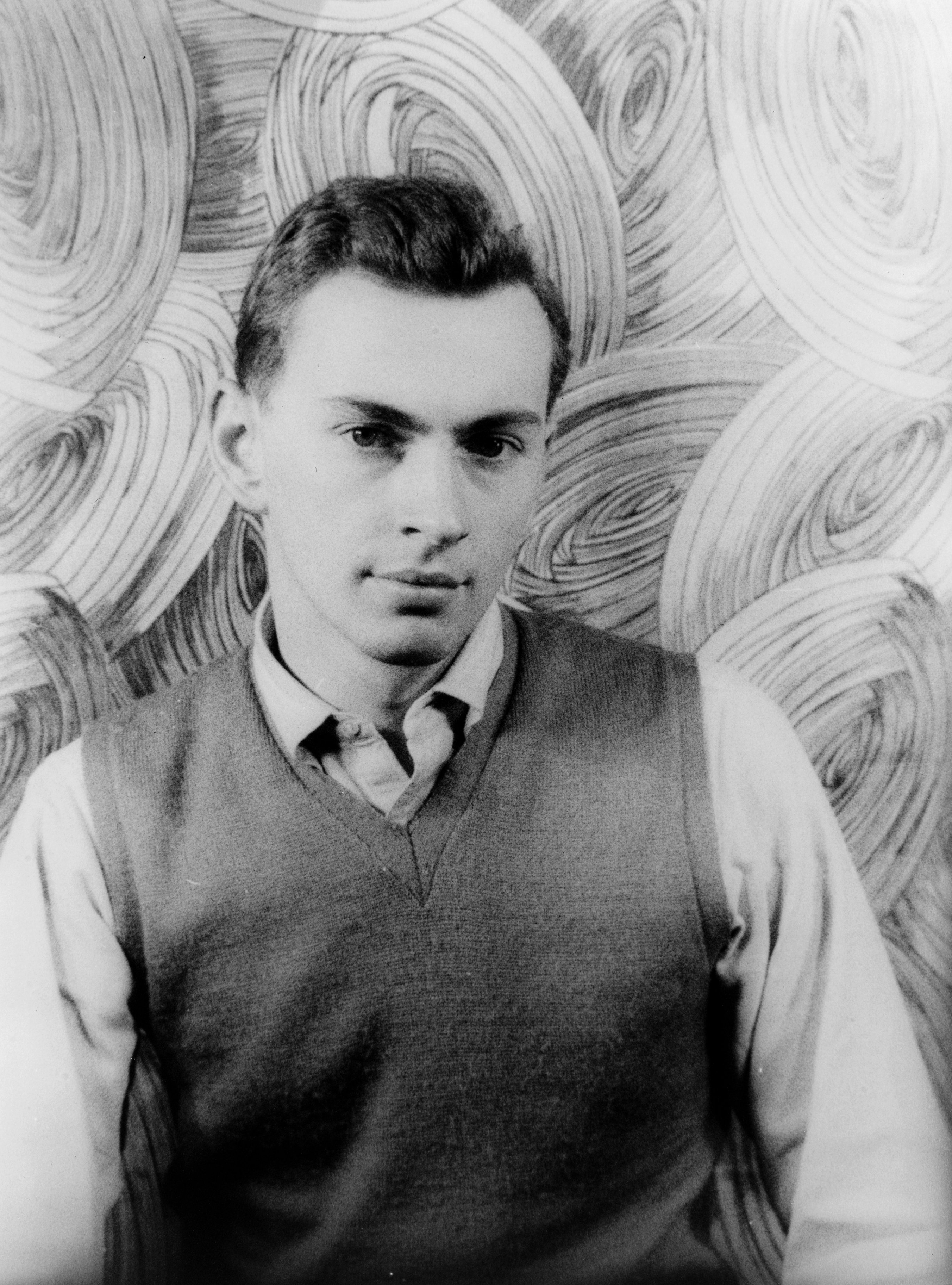
Lo scrittore Gore Vidal nel 1948

Fino alla sua svolta politica, Hitchens era indicato dallo scrittore statunitense Gore Vidal come il suo "delfino". Tra le più accese critiche ricevute da Hitchens, quella di essere egocentrico - in ragione delle sue frequenti apparizioni televisive - e di aver cambiato bandiera politica per interesse. Uno dei suoi più accesi detrattori è stato il suo ex-amico Alexander Cockburn, che non perdeva occasione di rivolgergli attacchi per via della sua abitudine di bere. Nell'agosto 2005 Cockburn scrisse:
«Che disgustoso pezzo di merda Hitchens, un uomo che prima chiama Sid Blumenthal “uno dei miei migliori amici” e poi cerca di farlo sbattere dentro per diffamazione, uno che aspetta che il suo amico Edward Said sia in punto di morte per attaccarlo dalle colonne di "The Atlantic Monthly", uno che conosce benissimo il peso di Israele nell'agenda politica americana ma che non si fa scrupoli di bollare Cindy Sheehan come seguace di LaRouche o, peggio, antisemita, solo perché ha osato pronunciare la parola "Israele"».
La risposta di Hitchens al riguardo giunse poco dopo:
«In una recente effusione sull'Huffington Post, Cindy Sheehan ha ripetuto la storiella che la sua lettera a Nightline è stata manipolata da un collega che intendeva, così, rafforzare la sua polemica antisemita. Se la Sheehan considera le sue stesse parole come “anti-giudaiche” è un problema suo, non sta a me correggerla. Io non ho l'ho mai definita antisemita: dico solo che la sua pretesa di farci credere che esista un governo segreto israeliano pro-Sharon negli Stati Uniti è di una tragica stupidità».
In Italia Hitchens fu criticato per la questione irachena e ricordato per la posizione antiteista, dopo la morte, da Piergiorgio Odifreddi, matematico e saggista di idee comuniste e membro dell'Unione degli Atei e Agnostici Razionalisti, che a titolo personale lo definì "un ateo reazionario"; per motivi opposti fu elogiato parzialmente dal giornalista teocon Giuliano Ferrara.

### Accuse di anticattolicesimo e antireligiosità

#### Ambienti cattolici
Nell'aprile del 2005 William A. Donohue, della Lega Cattolica Americana per i diritti civili e religiosi, già risentita per gli attacchi alla Chiesa e a Madre Teresa, accusò Hitchens di essere un «bigotto anticattolico». Durante un dibattito con lo stesso Donohue, Hitchens dichiarò:
(Christopher Hitchens)
Il docente di diritto dell'UCLA Stephen Bainbridge scrisse che «l'anticattolicesimo [di Christopher Hitchens] è l'ultima forma rispettabile di bigottismo nell'élite» (la frase riprende e riadatta, in realtà, l'affermazione del poeta statunitense Pieter Viereck del 1959 secondo cui «L'anticattolicesimo è l'antisemitismo degli intellettuali», in seguito riproposta e fatta propria da vari columnist di area cattolico-conservatrice).
Su The American Conservative, anche Tom Piatak definì Hitchens - oltre che «bolscevico» - «bigotto anticattolico»:
(Tom Piatak)

#### Altre religioni

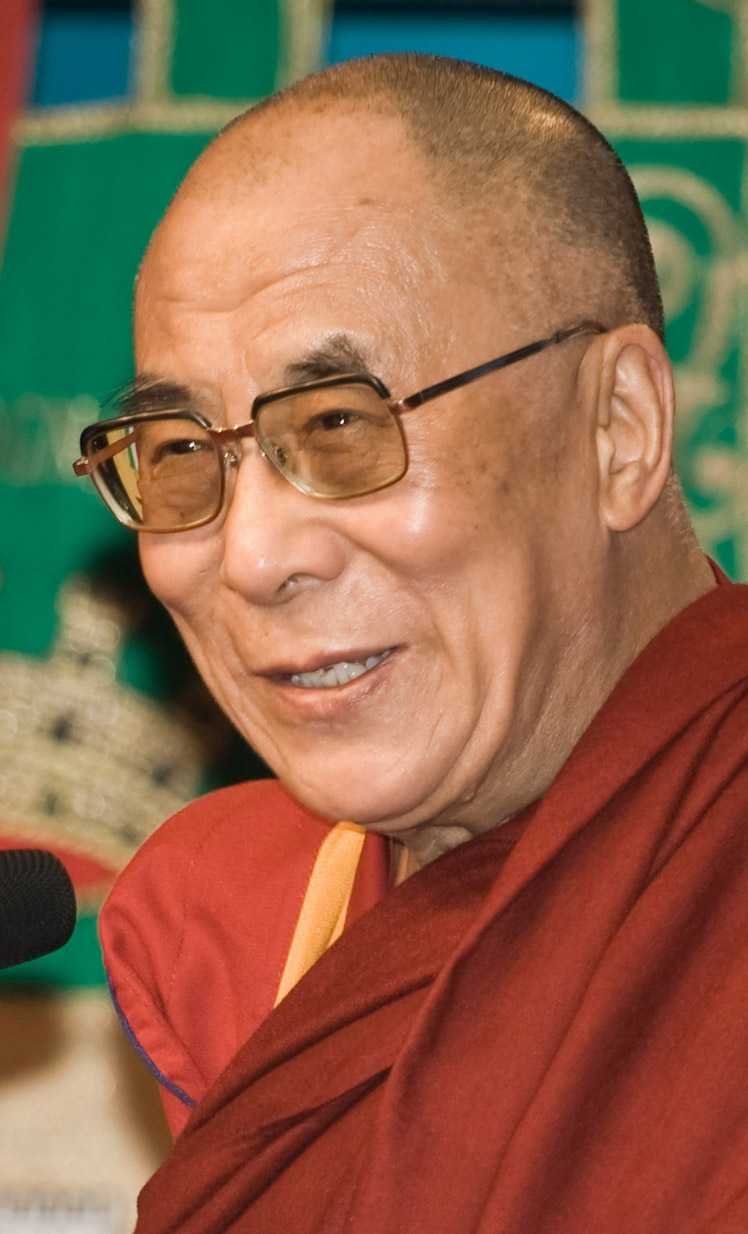
Il XIV Dalai Lama, Tenzin Gyatso

Tuttavia le critiche di Hitchens hanno generalmente colpito gli esponenti di qualsivoglia religione organizzata, non solo del cattolicesimo: per esempio, nel 1998 egli rivolse pesanti critiche a Tenzin Gyatso, il Dalai Lama, per via delle sue dichiarazioni di supporto al programma nucleare dell'India, per avere accettato finanziamenti da Shōkō Asahara (il giapponese fondatore della setta buddhista degli Aum Shinrikyō, in seguito responsabile dell'attentato alla metropolitana di Tokyo nel 1995) e, infine, per aver "venduto" cerimonie di iniziazione buddhista a personaggi famosi di Hollywood seguaci del buddhismo tibetano e aver, ipocritamente secondo lui, condannato come pratiche immorali il sesso orale e quello anale, ma di avere - in qualche misura - giustificato la prostituzione eterosessuale.

### Abuso di alcolici e tabacco

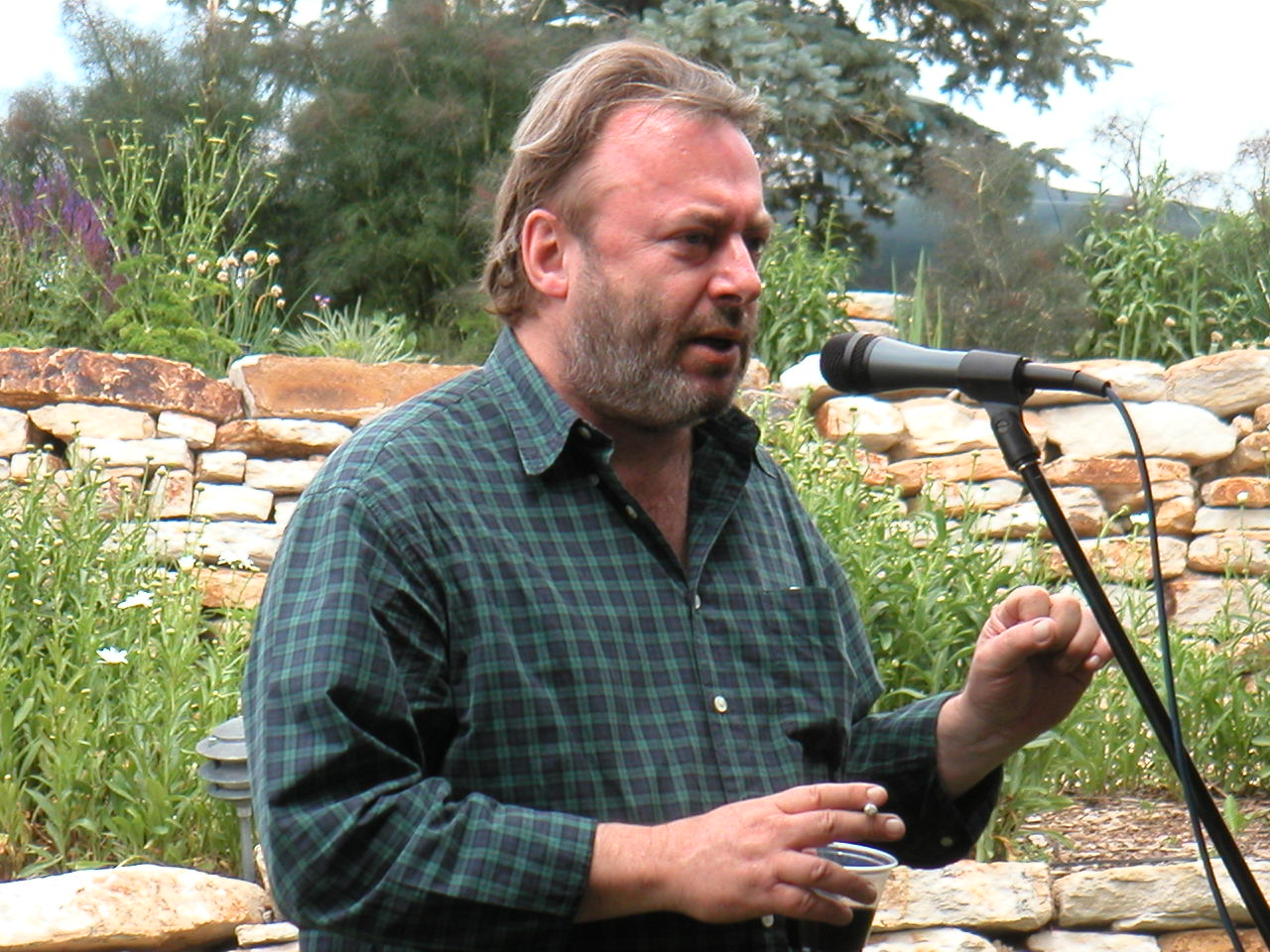
Hitchens interviene nel 2005 ad un incontro sull'ATF organizzato dall'Independence Institute in Colorado.

Hitchens è stato anche criticato per il suo massiccio uso di alcool, causa, secondo alcuni, della sua perdita di credibilità. Per esempio, Juan Cole, nel maggio 2006, scrisse che:
«Non è un segreto che Hitchens sia da tempo un bevitore con seri problemi. Una volta si presentò alticcio a un dibattito e mi mise in imbarazzo con una serie di domande fuori luogo. Posso solo supporre che i suoi recenti scritti da pensatoio di destra radicale siano dovuti ai fumi dell'alcool. Mi dispiace solo di assistere alla rovina di quella che fu una raffinata mente giornalistica».
Nel 2003 Hitchens scrisse che il suo consumo giornaliero di alcool sarebbe stato sufficiente per «stordire un mulo di stazza media» e quando il suo dottore si mostrò sorpreso di ciò lui disse: «In vita mia ho conosciuto più vecchi ubriaconi che vecchi dottori». Egli, come confermato anche da Gianni Riotta, che condivise con lui anche un'esperienza giornalistica in Arabia Saudita durante il periodo appena precedente alla prima guerra del golfo, usava portare con sé una piccola fiaschetta di liquore anche nei paesi musulmani dove ciò era proibito.
Hitchens era anche un accanito fumatore.

## Omaggi e tributi
- Nel 2011, il cantante Chris Corner gli ha dedicato la canzone I Salute You Christopher[75], inserita nell'album Volatile Times
- Poco prima che morisse, a Hitchens è stato dedicato un asteroide, "57901 Hitchens"[76]

## Opere

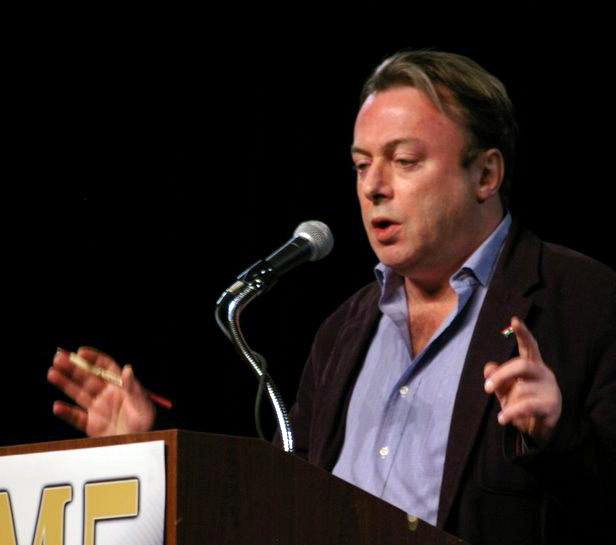
Christopher Hitchens nel 2007

- (EN)  (insieme a Peter Kellner) Callaghan: The Road to Number 10. Cassell 1976. ISBN 0-304-29768-2
- (EN)  Cyprus (2ª ed. Hostage to History: Cyprus from the Ottomans to Kissinger, 1997 Verso, London), 1984
- (EN) par (insieme a Edward Said) Blaming the Victims: Spurious Scholarship and the Palestinian Question. London, Verso 1988. ISBN 0-86091-887-4
- (EN)  Prepared for the Worst. Hill and Wang (USA) 1989 - Chatto and Windus (UK) 1989.
- (EN)  Blood, Class, and Nostalgia: Anglo-American Ironies. Farrar Straus Giroux 1990 (nuova ed. Nation Books 2004, come Blood, Class and Empire: The Enduring Anglo-American Relationship. ISBN 1-56025-592-7)
- (EN)  For the Sake of Argument: Essays & Minority Reports. Verso, London 1993.
- (EN)  Unacknowledged Legislation: Writers in the Public Sphere, London, Verso 2000
- (EN)  No One Left to Lie To: The Triangulations of William Jefferson Clinton, London, Verso 2000
- (EN)  Why Orwell Matters, Basic Books (US) 2002 (uscito nel Regno Unito come Orwell's Victory, Allen Lane 2002)
- (EN)  A Long Short War: The Postponed Liberation of Iraq, Plume Books 2003
- (EN)  Love, Poverty, and War: Journeys and Essays, Thunder's Mouth, Nation Books 2004. ISBN 1-56025-580-3
- (EN)  Thomas Jefferson: Author of America, Eminent Lives/HarperCollins 2005. ISBN 0-06-059896-4
- (EN)  Thomas Cushman (a cura di). A Matter of Principle: Humanitarian Arguments for War in Iraq. University of California Press 2005. ISBN 0-520-24555-5

### Disponibili in italiano
- La posizione della missionaria. Teoria e pratica di Madre Teresa (titolo originale: The Missionary Position. Mother Teresa in Theory and Practice. London: Verso 1995). 1ª ed. it. 1997; 2ª ed. it. Roma, minimum fax 2003. ISBN 88-7521-009-8
- Consigli a un giovane ribelle, (titolo originale: Letters to a Young Contrarian, Basic Books 2001) Einaudi, 2008. ISBN 978-88-06-19290-7
- Processo a Henry Kissinger (tit. or.: The Trial of Henry Kissinger, London, Verso 2002). Milano, Editrice Fazi, 2005. ISBN 88-8112-613-3
- La vittoria di Orwell (titolo originale: Orwell's Victory, Penguin Books 2002). Libri Scheiwiller 2008. ISBN 978-88-7644-555-2
- Thomas Paine : i diritti dell'uomo : una biografia (titolo originale: Thomas Paine's “Rights of Man”: A Biography, Atlantic Books 2006), Newton Compton, Roma, 2007. ISBN 978-88-541-0772-4
- Dio non è grande. Come la religione avvelena ogni cosa (titolo originale: God Is Not Great: How Religion Poisons Everything, Warner Twelve 2007). Einaudi 2007. ISBN 88-06-18337-0
- I marmi del Partenone: Le ragioni della loro restituzione (titolo originale: The Parthenon Marbles: the case for reunification, Verso, 2008), Fazi, 2009, ISBN 978-88-6411-016-5
- Processo a Dio. La religione fa bene al mondo? (titolo originale Hitchens Vs Blair, Black Swan, 2011), Piemme, 2012, ISBN 978-88-566-2422-9
- Hitch 22. Le mie memorie, (titolo originale: Hitch 22. A Memoir, Hachette Book Group, 2010) Einaudi, 2012. ISBN 978-88-06-19561-8
- Mortalità, (titolo originale: Mortality, Twelve, 2012) Piemme, 2012. ISBN 978-88-566-2802-9
- I nuovi comandamenti, (titolo originale: Arguably: Essays by Christopher Hitchens, 2011) Piemme, 2013. ISBN 978-88-566-2801-2[77]
- Galateo contemporaneo, (titolo originale: Arguably: Essays by Christopher Hitchens, 2011) Piemme, 2014. ISBN 978-88-566-3669-7[77]

### Documentari a cura di Hitchens
- The God that Fled: Bhagwan Rajneesh (1980), documentario della BBC